# Площа імені Кім Ір Сена
Площа імені Кім Ір Сена (кор. 김일성광장, 金日成廣場) — найбільша міська площа в центрі Пхеньяна, яка названа на честь засновника КНДР Кім Ір Сена. Відкрита у серпні 1954. Площа розташована на західному березі річки Тедонган просто навпроти монумента ідей Чучхе, встановленого на протилежному березі. Ця площа тридцята у списку найбільших площ світу. Її площа — 75 000 м², і вона може вмістити більш ніж 100 000 осіб. Площа має величезне культурне значення: вона є головним місцем у країні для проведення військових парадів, мітингів, демонстрацій, а також є ЗМІ КНДР, що часто демонструється.

## Опис
За своєю формою та архітектурним дизайном схожа на площу Тяньаньмень у Пекіні і використовується для тих же цілей, що й остання. Являє собою еспланаду, що проходить від Народного палацу навчання та парадних трибун у бік річки Тедонган. Еспланада триває на іншому березі річки монументом ідей Чучхе та завершується архітектурним ансамблем із десяти багатоповерхових будинків та будівлі НДІ кінематографії.
На деяких будівлях площі є портрети Кім Ір Сена та Кім Чен Іра. На будівлі Міністерства зовнішньої торгівлі КНДР до квітня 2012 також висіли портрети Карла Маркса та В. І. Леніна. Пізніше було знято портрет Кім Ір Сена з будівлі ЦК ТПК. Народний палац навчання виходить фасадом на площу та річку.
У 2020 перебудована центральна парадна трибуна — портрети Кім Ір Сена та Кім Чен Іра були прибрані зі свого колишнього місця (центральний простір нижче за трибуну) і переміщені на фасад будівлі Народного палацу навчання. Зміни, які торкнулися парадної трибуни, полягають, зокрема, в тому, що була збільшена висота «поверху» трибуни, знижено рівень підлоги основної трибуни, поставлено балясини замість суцільного поручня, встановлено золотий герб КНДР, а також додано ліпнину на колонах, що підтримують прямокутні формою стовпи.

## Галерея

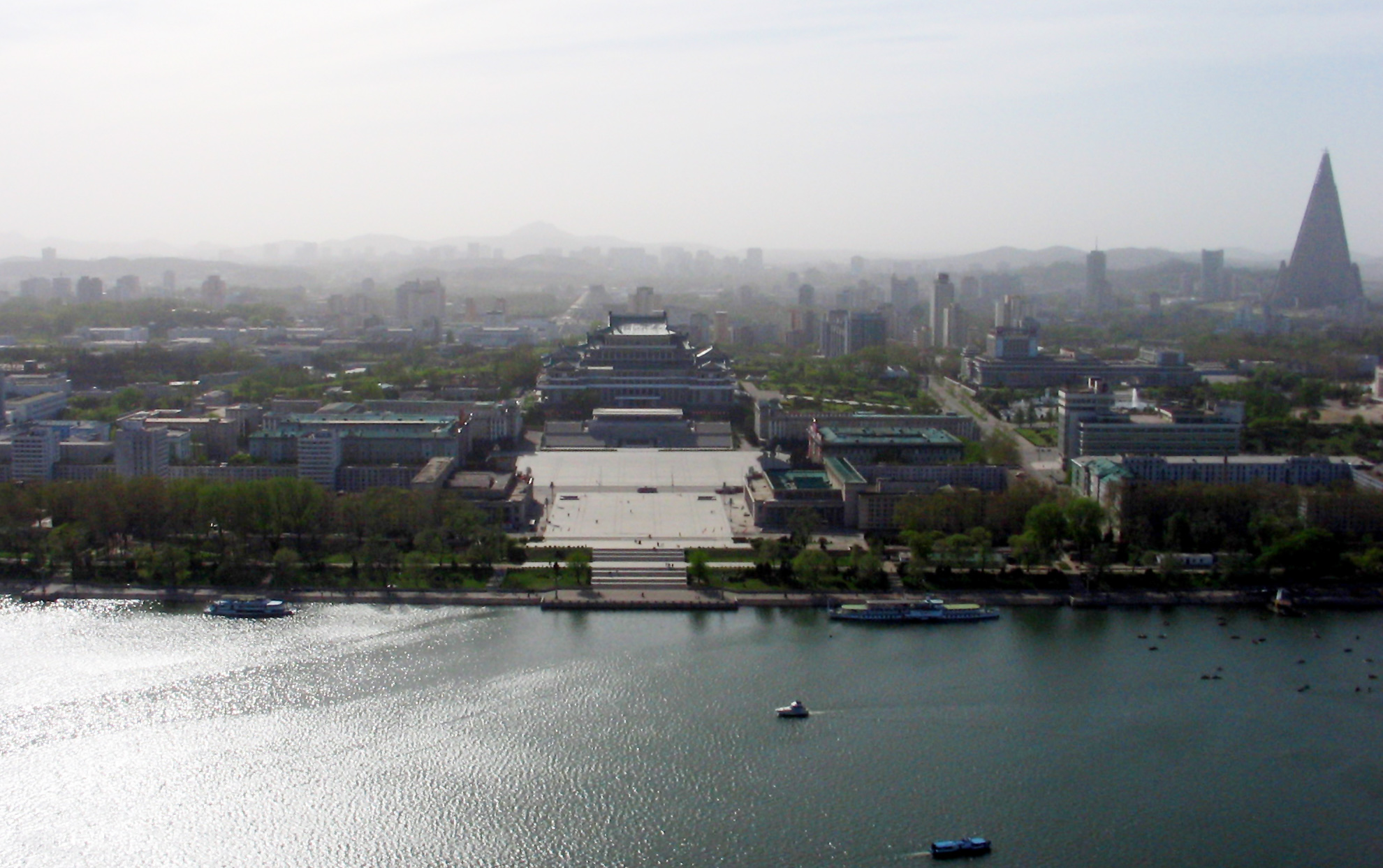
Огляд Пхеньян зі сторони пам'ятника ідеям Чучхе через річку Тедонган. У центрі знаходиться площа імені Кім Ір Сена, а за нею знаходиться велика будівля Центральної бібліотеки Пхеньяну.
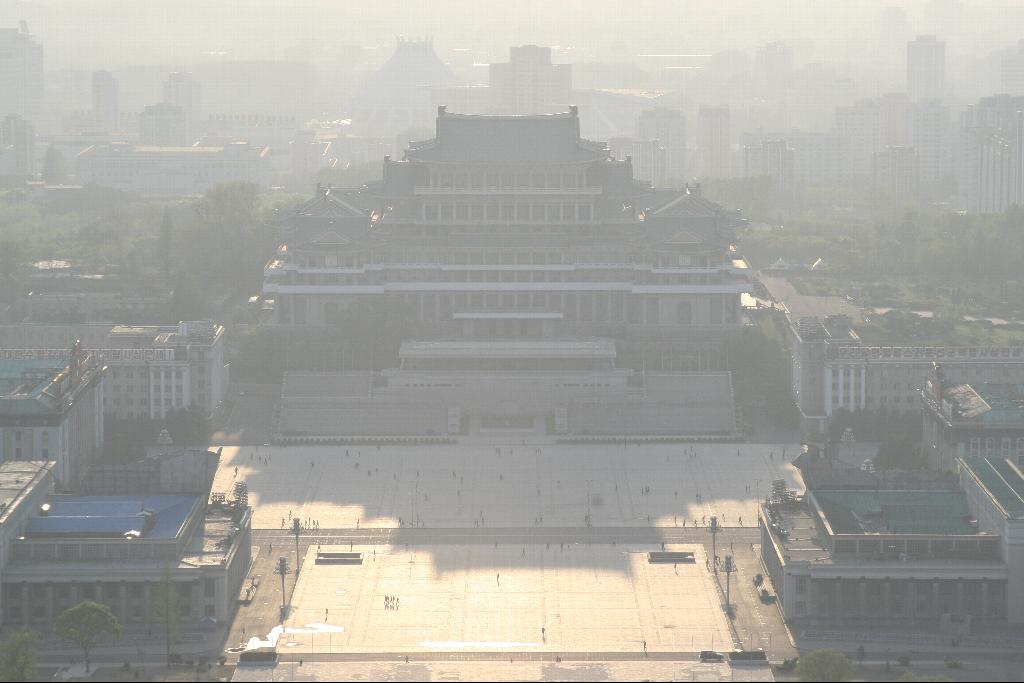
Площа Кім Ір Сена разом із Центральною бібліотекою Пхеньяну, відомою також як Національна бібліотека КНДР, у центрі, що оглядаються з верхньої точки монумента ідеям Чучхе у Пхеньяні.
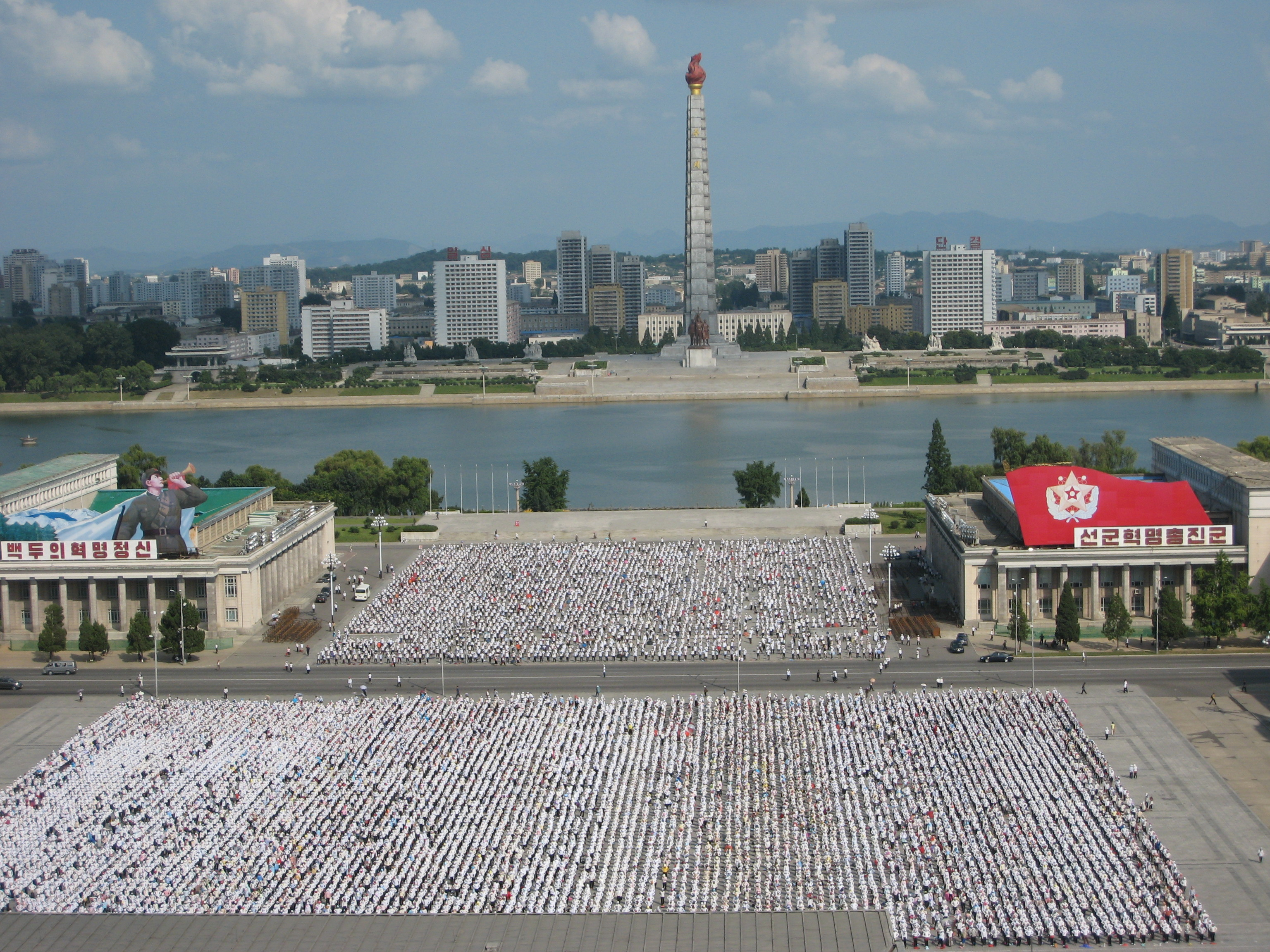
Огляд площі Кім Ір Сена через річку Тедонган із монумента ідеям Чучхе, Пхеньян.
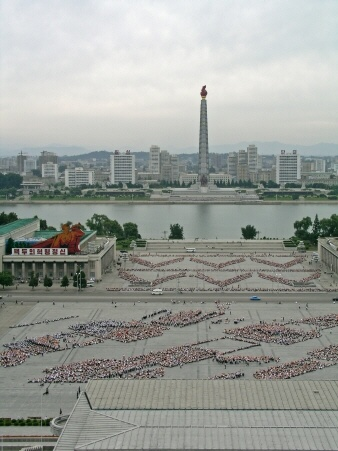
Огляд монумента ідей Чучхе з боку майдану Кім Ір Сена.
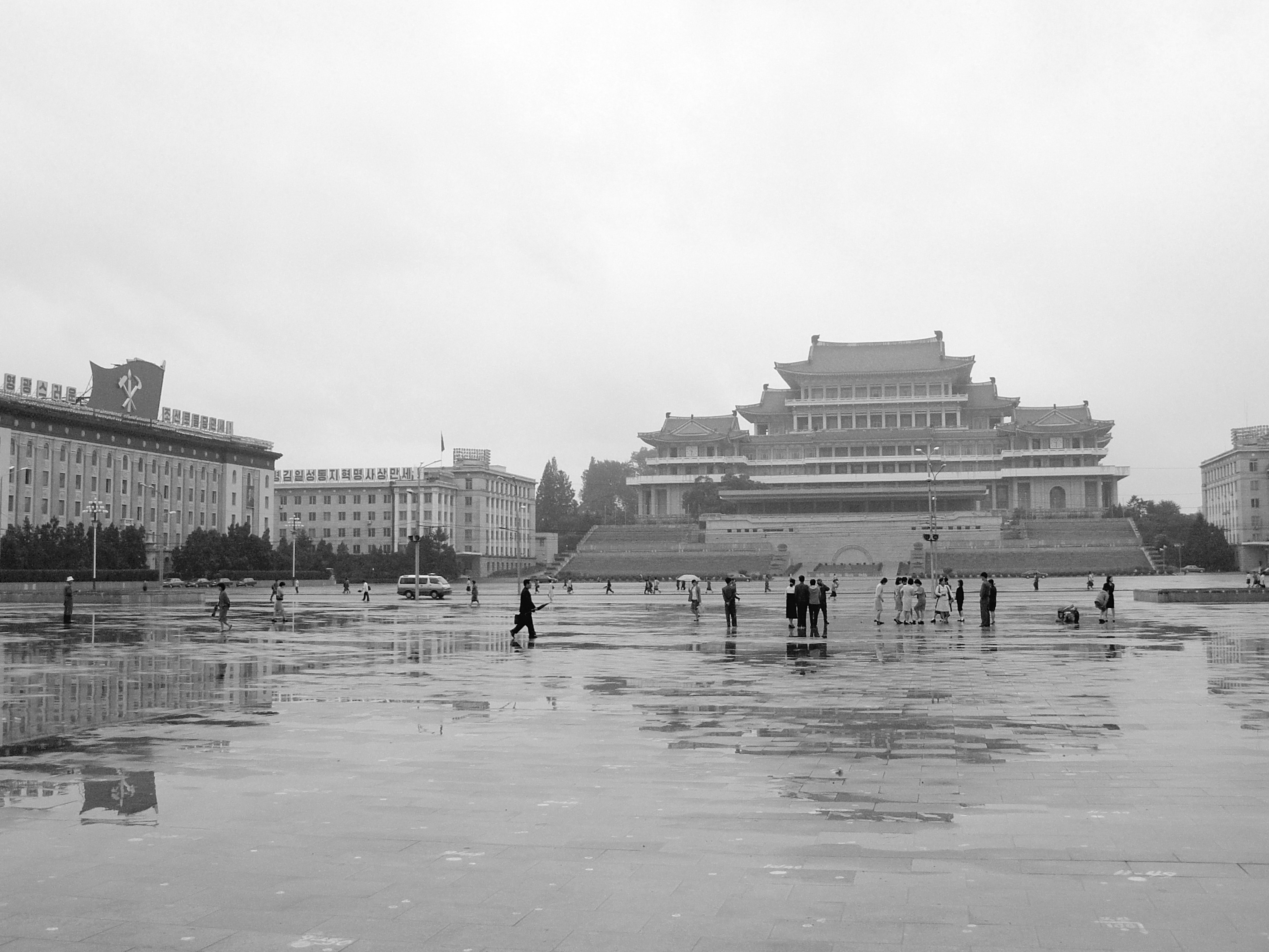
Площа імені Кім Ір Сена. Будівля справа — Центральна бібліотека Пхеньяну.
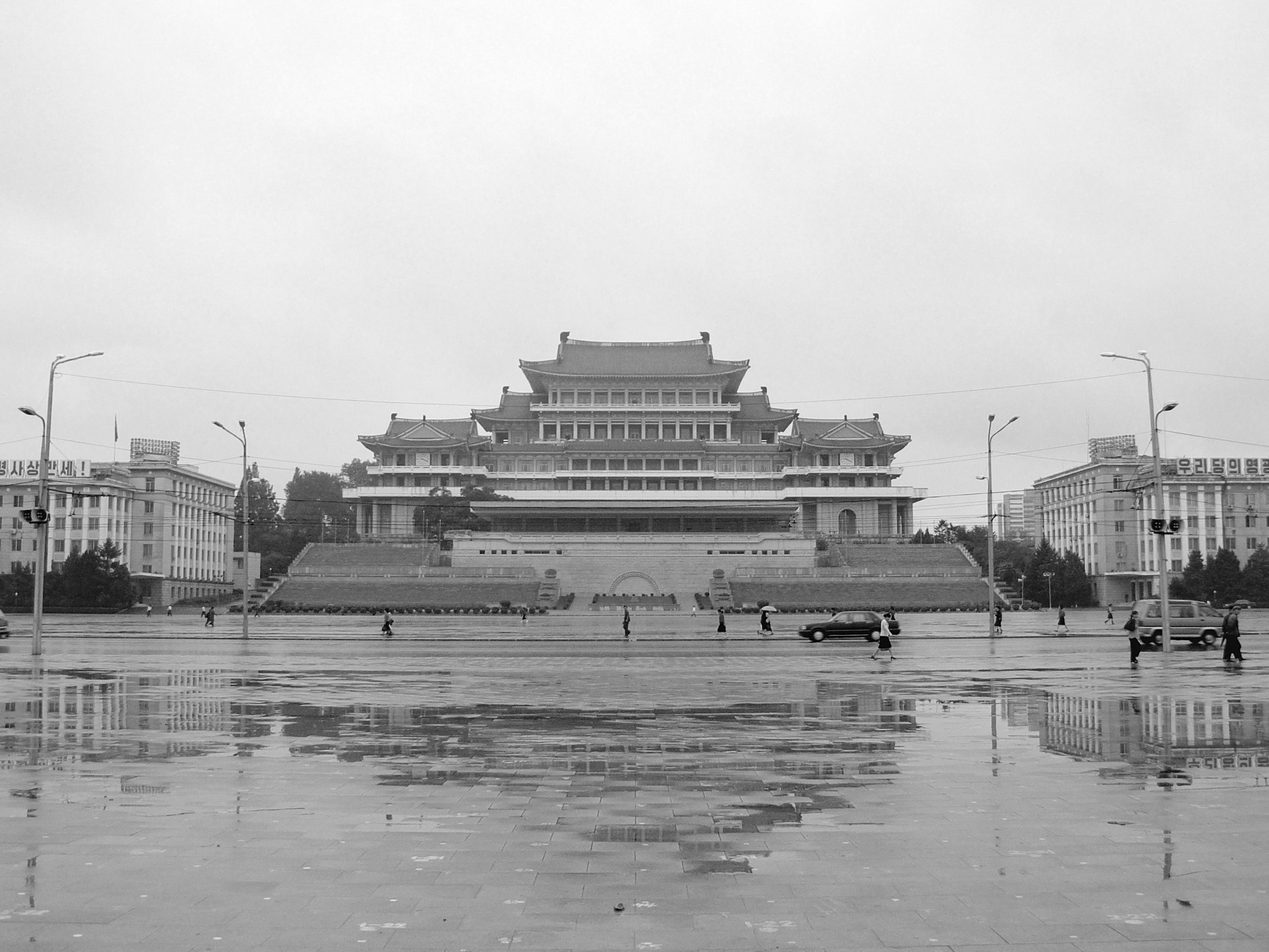
Площа Кім Ір Сена. На її правому боці — Центральна бібліотека Пхеньяну.